# مستقبل حمض الهيدروكسي كربوكسيل 1
مستقبِل حمض الهيدروكسي كربوكسيل 1 (بالإنجليزية: Hydroxycarboxylic acid receptor 1)‏ (اختصارا HCA1)، وكان يُعرف سابقًا باسم مستقبلات البروتين G 81 أو اختصارا GPR81، هو بروتين يتم ترميزه في البشر بواسطة جين HCAR1. وحمض HCA 1 مثل مُستقبِلات حمض الهيدروكسي كربوكسيل الأخرى HCA2 وHCA3، هو مستقبِل مقترن بالبروتين G (Gi/o-coupled G-). وهناك ناهض ينشأ داخليا من HCA1 هو حمض اللاكتيك (وقاعدته المترافقة، اللاكتات).
يقوم حمض اللاكتيك بتنشيط HCA1، والذي بدوره يحُول دون تحلل الدهون في الخلايا الدهنية.